# Rudolf Buchheim

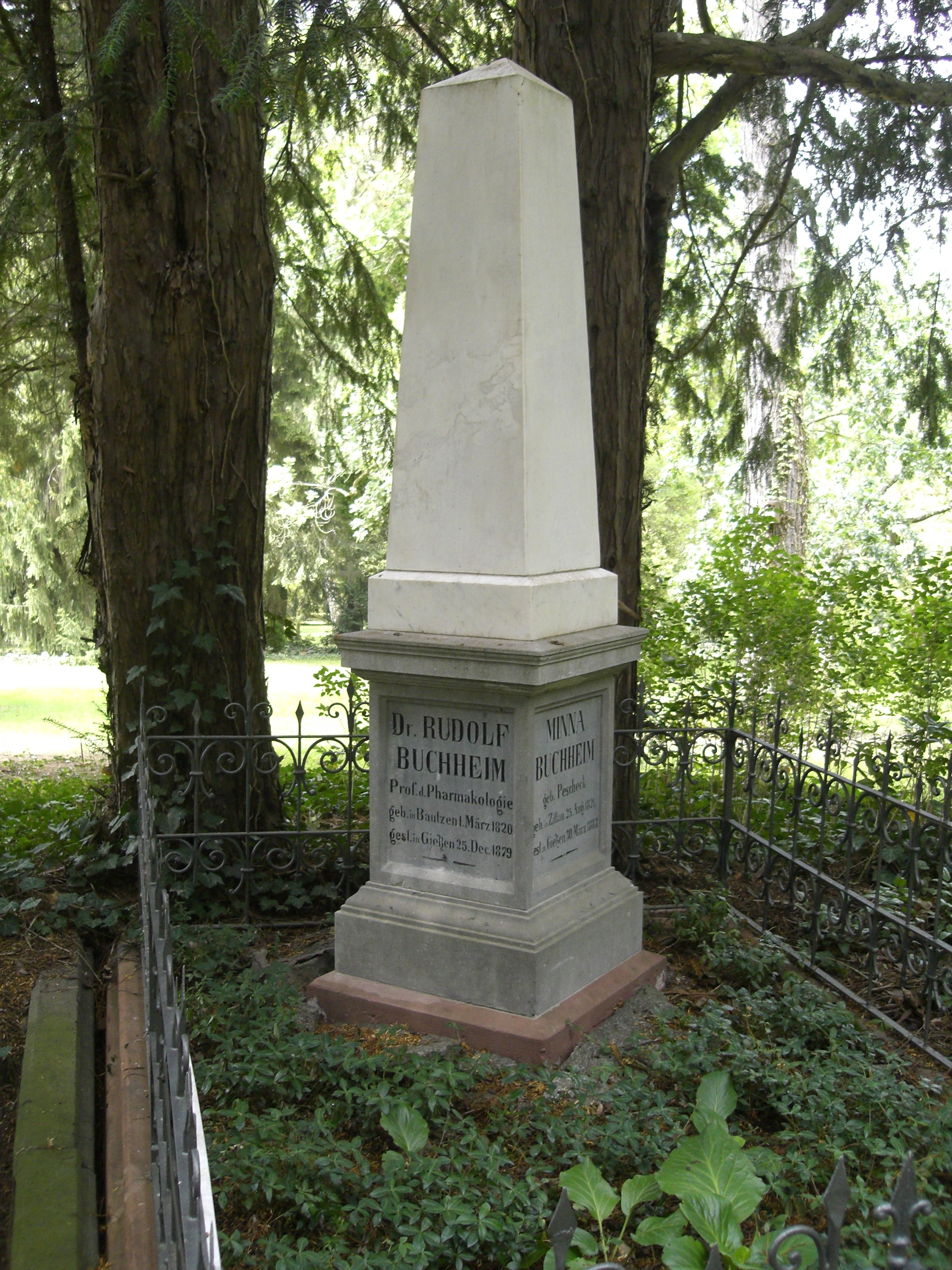
Grobowiec Rudolfa Buchheima i jego żony na Starym Cmentarzu w Gießen

Rudolf Buchheim (ur. 1 marca 1820 w Budziszynie, zm. 25 grudnia 1879 w Gießen) – niemiecki farmakolog.
W 1845 uzyskał tytuł doktora na uniwersytecie w Lipsku i wkrótce po tym został profesorem na Uniwersytecie w Dorpacie. Na tej uczelni utworzył
pierwszą katedrę farmakologii. W roku 1867 został profesorem farmakologii i toksykologii na Uniwersytecie w Gießen.
Buchheim był pionierem farmakologii doświadczalnej. Przypisuje mu się przekształcenie farmakologii z empirycznej praktyki medycznej w dziedzinę stricte naukową. Wprowadził do farmakologii doświadczenie biologiczne jako metodę badawczą i stworzył metodologię oznaczania ilościowego i leczniczych właściwości związków chemicznych.
W czasie studiów w Lipsku Buchheim przetłumaczył na niemiecki podręcznik farmakologii Jonathana Pereiry. Dokonał przy tym jego uaktualnienia i poprawy, dodając jeden własny rozdział. Jego znanym uczniem był Oswald Schmiedeberg, który również położył podwaliny pod współczesną farmakologię.
Obecnie na Uniwersytecie w Gießen znajduje się Wydział Farmakologii imienia Rudolfa Buchheima.